# 武希馬里納
武希馬里納是馬達加斯加的城市，由薩瓦區負責管轄，位於該國北部，市內有機場和港口，從事服務業、工業、農業和畜牧業的人口分別佔45%、20%、20%和5%，主要農產品有木薯、花生、玉米和稻米，2001年人口約15,000。
13°21′S 50°0′E / 13.350°S 50.000°E